# Pyrausta linealis
Pyrausta linealis là một loài bướm đêm trong họ Crambidae.